# 伊藤寿永光
伊藤 寿永光（いとう すえみつ、1944年12月16日 - ）は、日本の実業家。イトマン常務取締役、雅叙園観光代表取締役などを務めた。

## 経歴
愛知県津島市に生まれた。中京商業高校卒業後、1963年4月に伊吹産業に入社した。
1970年5月に株式会社インテリア山月を設立して代表取締役に就任。1972年7月に結婚式場の株式会社平安閣の代表取締役に就任、1975年3月に西武ポリマ化成株式会社に入社。1977年 (昭和52年) 建設コンサルタント会社・株式会社協和綜合開発研究所を設立。1988年11月に冠婚葬祭会社の有限会社ライフベルモニーを設立。愛知県で、前述のライフベルモニー、平安閣に加えて、バッティングセンターを経営していた。
1990年 (平成2年) 2月1日、企画監理本部長としてイトマン入社。同年5月に雅叙園観光代表取締役副会長、同年6月28日イトマン常務に昇格、同年11月8日イトマン常務を辞任し、同日退社。
イトマン事件において、1991年 (平成3年) 7月23日、イトマン元社長河村良彦、元不動産管理会社社長許永中とともに商法の特別背任容疑で起訴された。1999年 (平成11年) 9月9日、大阪地方裁判所で河村被告とともに実刑判決 (懲役10年) を受け、ともに控訴した。控訴審判決は2002年 (平成14年) 4月23日、大阪高等裁判所で河村被告と共にあり、控訴棄却。上告したが2005年 (平成17年) 10月7日、最高裁で、河村・伊藤・許3人に対する判決があり、上告棄却が決定、懲役10年の実刑が確定した。
保釈・公判中の2003年 (平成年) 3月にケイ・ワン脱税事件に絡み、元社長石井和義に隠蔽工作を指南したとして、証拠隠滅罪で逮捕され、後に懲役1年6か月執行猶予3年の有罪が確定した。
ジャーナリストの今西憲之によると、住友銀行の取締役だった國重惇史の著書『住友銀行秘史』について、自身と事件について、根拠薄弱な情報源に基づく事実無根の内容が多数見られるとして、版元の講談社に抗議文を送付し、2016年時点で法的措置の準備も進めているとしていたが、以降2024年まで動きは見られない（当事者の國重は2023年に死去している）。

### 注
1. ↑  伊藤萬（のちのイトマン）が東京・南青山に東京本社を建てるための地上げが進まなかった際に、住友銀行名古屋支店が山口組の周辺者である伊藤を仲介屋として伊藤萬に紹介していたことから、伊藤は、イトマン社の常務に就任していた。[要出典]